# Pryde Henry Teves
Pryde Henry Alipit Teves (nascido em 18 de dezembro de 1972) é um político filipino que serviu como governador de Negros Oriental de junho a outubro de 2022, quando a Comissão Eleitoral (COMELEC) anulou sua proclamação devido a uma recontagem da eleição de maio de 2022. Antes disso, foi prefeito de Bayawan (Negros Oriental) de 2016 a 2022 e membro da Câmara dos Representantes das Filipinas, representando o 3.º Distrito de Negros Oriental. Foi eleito deputado filipino em 14 de maio de 2007 e reeleito em 2010. Ele é um sobrevivente do atentado de Batasang Pambansa em 2007, embora seus tímpanos e pernas tenham sido gravemente feridos pela explosão que atingiu o prédio do Congresso em 13 de novembro de 2007.

## Invalidação da eleição para governador provincial
Em 2022, Teves, concorrendo pela Coalizão Nacionalista do Povo, derrotou o governador incumbente de Negros Oriental, Roel Degamo, com uma margem de quase vinte mil votos.
Em 30 de junho de 2022, Teves prestou juramento substituindo Degamo, que havia renunciado após um breve impasse, já que este se recusou a deixar o cargo.
Roel Degamo, que concorreu ao seu quarto e último mandato após uma controversa decisão da Comissão Eleitoral (COMELEC) (Degamo já havia completado três mandatos consecutivos), apresentou uma petição à COMELEC para cancelar a candidatura de outro candidato a governador, um certo Ruel Degamo, cujo nome verdadeiro é Grego Gaudia, decisão que havia sido tomada posteriormente. Degamo apelou para que os votos de Gaudia fossem creditados a ele.
Gaudia entrou com um pedido de reconsideração para contestar a decisão da COMELEC. Enquanto aguardava a decisão da comissão até o dia da eleição, seu nome (Ruel Degamo) permaneceu na cédula oficial. Em 1 de setembro de 2022, seu recurso foi negado.
O COMELEC en banc, na sua decisão com efeito definitivo datada de 27 de setembro, atribuiu a Degamo os quase cinquenta mil votos obtidos por Gaudia, ultrapassando assim os de Teves em quase trinta mil, o que também fez com que a proclamação de Teves fosse anulada.
No entanto, Teves se recusava a renunciar, apesar da posse de Degamo em 5 de outubro e de uma ordem do Departamento do Interior e Governo Local no mesmo dia solicitando que ele deixasse o cargo, afirmando que a decisão da COMELEC é final e executória. Teves apresentou uma petição quo warranto perante a Corte Suprema das Filipinas contestando a referida decisão da COMELEC, que deveria ser decidida até 11 de outubro.
Mais tarde, naquele dia, Teves renunciou voluntariamente ao cargo de governador, já que a Suprema Corte, em um comunicado à imprensa, afirmou que ainda não havia se pronunciado sobre o recurso.
Em 14 de fevereiro de 2023, a Suprema Corte indeferiu a petição de Teves, confirmando assim a declaração de vitória de Degamo feita pela COMELEC.

## Acusações de terrorismo
Em 26 de julho de 2023, o Conselho Antiterrorismo designou Teves, seu irmão, o deputado suspenso do 3.º Distrito de Negros Ocidental, Arnolfo Teves Jr., e outros onze associados como terroristas que atuavam sob o que chamou de "Grupo Terrorista Teves", em conexão com o assassinato do governador Degamo em 4 de março.
Após a expulsão de seu irmão do Congresso por sua ausência contínua, Pryde Henry apresentou um certificado de candidatura para substituí-lo nas eleições especiais agendadas para 9 de dezembro de 2023. No entanto, sua candidatura foi invalidada horas após a apresentação, em 8 de novembro, após a COMELEC cancelar as eleições, seguindo uma resolução da Câmara dos Representantes.
Em 20 de junho de 2024, o Tribunal Regional de Dumaguete ordenou a libertação de Henry Teves após este pagar fiança pelas acusações de terrorismo. Anteriormente, ele se rendeu à polícia com base em um mandado judicial do Tribunal Regional da Cidade de Cebu.